# Preseka (Zagreb)
Preseka is een gemeente in de Kroatische provincie Zagreb.
Preseka telt 1670 inwoners. De oppervlakte bedraagt 47,9 km², de bevolkingsdichtheid is 34,9 inwoners per km².
Steden (gradovi): Dugo Selo · Ivanić Grad · Jastrebarsko · Samobor · Sveta Nedelja · Sveti Ivan Zelina · Velika Gorica · Vrbovec · Zaprešić

Gemeenten (općine): Bedenica · Brdovec · Brckovljani · Bistra · Dubrava · Dubravica · Farkaševac · Gradec · Jakovlje · Klinča Sela · Kloštar Ivanić · Krašić · Kravarsko · Križ · Luka · Marija Gorica · Orle · Pisarovina · Pokupsko · Preseka · Pušća · Rakovec · Rugvica · Stupnik · Žumberak